# 平塚市

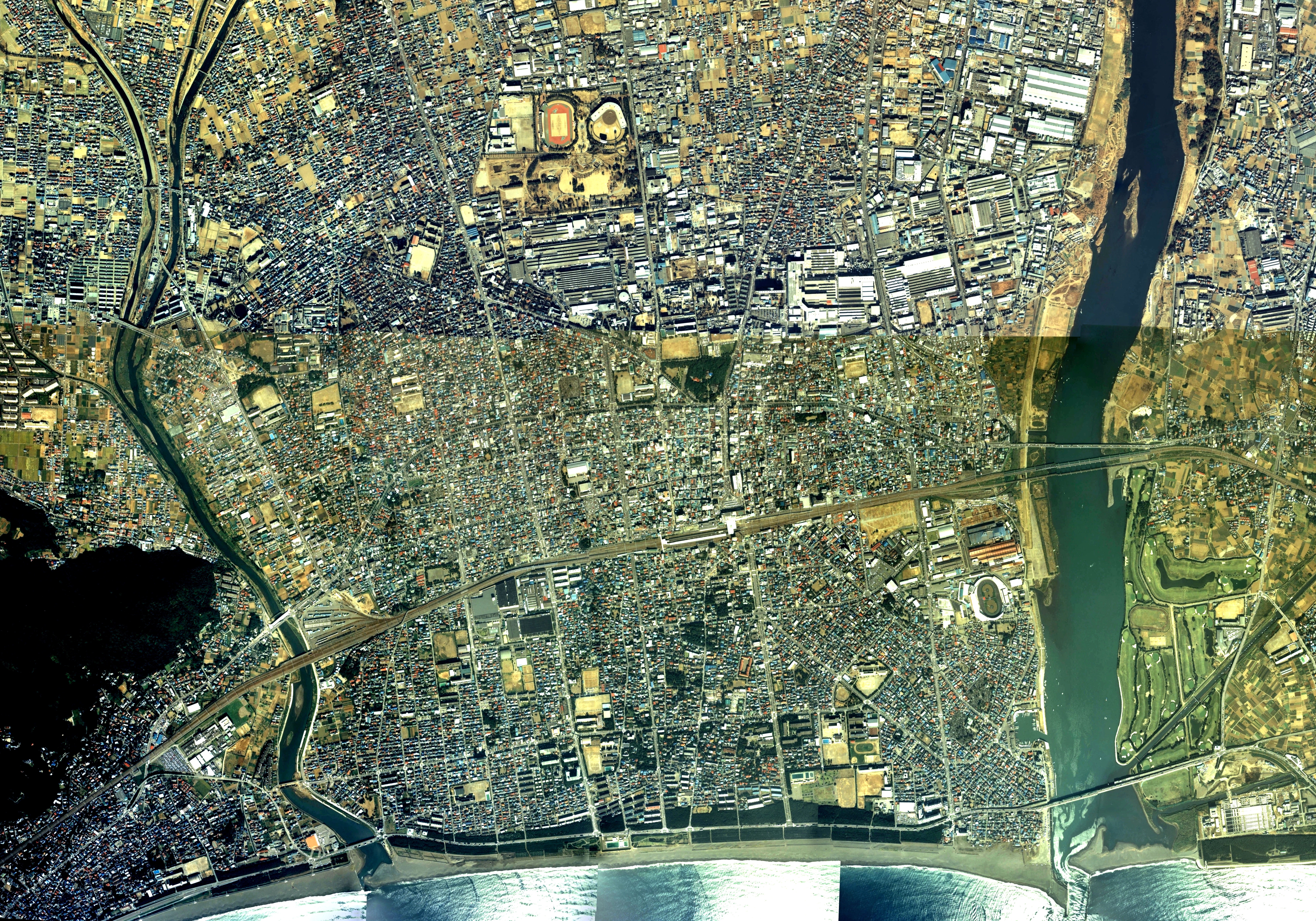
平塚市中心部周辺の空中写真。相模川河口の西側に市街地が広がる。1988年撮影。
。

平塚市（ひらつかし）は、神奈川県の湘南地域中部に位置する市。施行時特例市に指定されている。1932年（昭和7年）市制施行。

## 概要

### 地理
神奈川県のほぼ中央、相模川右岸（西側）に位置し、南は相模湾に面する。相模川から金目川までの間は市域北端部まで平野となっており、南部には市街地が広がる。金目川より西側は大磯丘陵の一部となる丘陵地帯であり、緑も多い。南部は国道1号と東海道線が横断し、相模川沿いに国道129号が縦断する。北部から中西部にかけては、東海道新幹線と小田原厚木道路が離れて横断している。東京都区部や横浜のベッドタウンで、1987年分譲開始の湘南日向岡住宅など、新興住宅街が見られる。また、同じ湘南地域の茅ヶ崎・藤沢・大磯などとともに海水浴場のある観光都市でもある。
- 川 - 金目川（花水川）、相模川（馬入川）
- 山 - 高麗山（湘南平）

### 市勢
神奈川県下では横浜市・川崎市・横須賀市に次いで4番目、湘南地域および相模川より西の地域では初めて市となるなど、戦後早くから商工業都市として発展した。かつて存在した湘南市構想では存在感を示した。構想は中止となったものの、湘南地域を管轄する県の行政機関（湘南地域県政総合センター）が置かれている。
県内の市では、この平塚市と厚木市だけが昼夜間人口比率が100%を超えている。市内の道路は広く整備が進んでおり、早くから国鉄（現：JR）との立体交差を推進。自動車で通勤・通学する人も多い。また、関東運輸局の神奈川運輸支局 湘南自動車検査登録事務所と軽自動車検査協会 神奈川事務所湘南支所が所在し、湘南ナンバー車の車検やナンバー登録が行われている。
国道129号が縦断する東海道線の拠点駅であり交通の便も良いが、古くからの寺社や大磯丘陵の自然も残っており、住環境の整った住宅地である。市街地にはビルやマンションなどが建ち並び、駅前周辺の高層マンション地区の人口は増加している。東京・横浜のベッドタウンとしての面もあるが、郊外には里山などの緑が多く残されている。東海道線を挟んで北側は宿場町（平塚宿）が発展した街である。湘南ひらつか七夕まつりや湘南平、湘南ベルマーレのホームスタジアムがあり近年は大型商業施設の進出が相次いでいる。

## 歴史
- 旧石器時代 - 平塚市内の旧石器時代の遺跡は、大磯丘陵北東端の原口遺跡が知られ、関東ローム層中から相模野第Ⅲ・第Ⅳ期（28000年前～21000年前）にかけての、石器が出土している[1]。
- 縄文時代 - 五領ヶ台地区や万田地区などに集落遺跡が出現する。市内では古くから大磯丘陵東端部の緩傾斜地ある万田地区にて貝類が採集されており、地元では「万田貝殻坂」呼称されていた。1898年には東京大学人類学研究室が付近の横穴墓の調査に際して貝塚の確認を試みたが果たせなかった。しかし1924年の道路拡幅にあたり大量の遺物が出土し、先の人類学研究室によって現地調査が行われた。これは平塚市内最初の縄文遺跡調査及び確認である[2]。五領ヶ台貝塚では竪穴建物跡や貝塚が検出され、1972年（昭和47年）に国の史跡に指定された。ここから出土した縄文土器は五領ヶ台式土器と称され、縄文時代中期の土器の代表的な様式のひとつとされている。ほかに真田・北金目遺跡群や原口遺跡・万田貝殻坂貝塚・王子ノ台遺跡などが知られる[3]。
- 弥生時代 - 原口遺跡、真田・北金目遺跡群、王子ノ台遺跡などで集落跡や方形周溝墓群が検出されている[4]。
- 古墳時代 - 古墳前期（4世紀）には、真土大塚山古墳や塚越古墳が築造される。大塚山古墳は墳形が判明しないまま消滅したが、ここからは三角縁神獣鏡やその他の貴重な遺物が出土している。塚越古墳は、2007年（平成19年）の調査で形状が前方後方墳であることが判明した[5]。
- 奈良時代（8世紀ごろ）- 旧大住郡にあたる平塚市域は、古代相模国の国府所在地の候補地となっているが、1989年（平成元年）に平塚市四之宮の稲荷前A遺跡で「国厨」「大住厨」銘のある墨書土器が出土したことや[6]、2004年（平成16年）の湘南新道建設事業に伴う発掘調査で同じ四之宮の六ノ域・坪ノ内遺跡から国府の「脇殿」と見られる8世紀前葉の大型掘立柱建物跡が検出されたことなどから、考古学の成果では、相模国府は成立当初から平塚市四之宮付近にあった可能性が有力化してきている[7][8]。
- 9世紀終から10世紀初頭 - 伝承によると、この頃平真砂子（高望王の妹）がこの地で没する（「平塚の塚」の項に詳述）。
- 11世紀から13世紀から前半（和田合戦まで） - 高望王を祖とすると号する中村党の土屋宗遠が土屋周辺を、同じく高望王系である三浦党の岡崎義実（中村宗平の女婿）が岡崎周辺、その子佐奈田義忠が真田周辺を支配。
- 建久9年（1198年） - 相模川に架けた橋を源頼朝が馬で渡ろうとしたところ落馬し、これが翌年の頼朝の死去につながったという説があり、以降の相模川は馬入川の別名で呼ばれることになる。ただし、当時の流域は茅ヶ崎市であったという説がある。詳しくは旧相模川橋脚を参照。
- 応永23年（1416年） - 上杉禅秀の乱の功により中村党系の勢力は所領を失い大森氏の領するところとなる。
- 永正9年（1512年） - 北条早雲が三浦氏の岡崎城攻略。以降、小田原北条氏（後北条氏）の領するところとなる。
- 天正18年（1590年） - 豊臣秀吉が小田原北条氏を滅ぼし、徳川家康が入封。
- 文禄5年（1596年） - 徳川家康により中原御殿（現 平塚市立中原小学校 - 日枝神社）が造営される。現代の中原街道という街道名はこれに由来する。また、同時期に造営された小杉御殿は現在の川崎市 中原区にあった。伝承ながら御殿裏門が市内南原の善徳寺三門に移築され遺構として残る。
- 1878年（明治11年） -真土事件が起こる。
- 1881年（明治14年） - 湘南社結成。国会期成同盟が全国統一組織として自由民権運動を推進していたが、神奈川では独自に活動がおこなわれていた。その先鞭をつけたのがこの湘南社であり、現在の行政区分で言うと大磯町に本部を、秦野・平塚・伊勢原に支所（講学会場）を設置した。のちに県下初の盲学校・私立中郡盲人学校を設立した宮田寅治などが主要メンバーとして知られる。
- 1887年（明治20年）7月11日 - 官設鉄道（東海道鉄道）平塚駅開設。駅舎は関東大震災、平塚空襲と失われ、空襲後に再建された駅舎も1973年に建て替えられ、現在の駅舎（駅ビル）ラスカ平塚となっている[9]。
- 1945年（昭和20年）7月16日 - 平塚大空襲。陸軍戦闘機「疾風」で有名な日本国際航空工業や、第二海軍火薬廠、横須賀海軍工廠分工場、第二海軍航空廠といった軍直轄の軍需工場の密集する平塚市は、当時の市域（現在の東海道線平塚駅を中心として概ね半径2キロの地域。旧平塚市）における面積の約8割、戸数の約6割を焼失、死者237名、重軽傷者268名、罹災戸数7,678戸の大被害を受ける。このとき落とされた爆弾（主に焼夷弾）の数は1162.5トン、447,716本で東京都八王子についで第二位となった。
- 1951年（昭和26年）
  - 3月24日 - 前年に開業した平塚競輪場で第1回全国ホルスタイン種牛共進会が開催。昭和天皇が行幸[10]。
  - 7月 - 第1回七夕祭り開催。前年に開催された（平塚大空襲の）復興祭りが起源とされる。集客数は約300万人であり、これは仙台の七夕祭りの約220万を抜いて全国1位である。
- 2020年（令和2年） - 新型コロナ感染症の拡大に伴い緑化まつり[11]や七夕祭りなどのイベントが中止[12]、公共施設などに使用制限、感染者の発生に応じて小中学校の臨時休校も行われる[13]など市民生活に大きな影響が出た[14]。
- 2022年（令和4年） - 神奈川県は明石町、宝町、錦町、紅谷町を暴力団排除特別強化地域に指定した[15]。
- 2024年（令和6年）8月8日 - 南海トラフ地震臨時情報が初めて発出[16]。海水浴場が一時閉鎖された[17]。

### 行政区画の変遷
- 1889年（明治22年）4月1日 - 町村制施行に伴い、大住郡平塚宿・平塚新宿の区域より平塚町が成立する。
- 1896年（明治29年）4月1日 - 郡の統廃合に伴い、中郡の所属となる[18]。
- 1929年（昭和4年）4月1日 - 須馬町と新設合併し、改めて平塚町が発足。
- 1932年（昭和7年）4月1日 - 市制施行、平塚市となる。
- 1954年（昭和29年）7月15日 - 中郡旭村を編入。
- 1956年（昭和31年）9月30日 - 中郡大野町・金田村・神田村・城島村・土沢村および岡崎村の大部分（馬渡・大句地区を除く）を編入。
- 1957年（昭和32年）10月1日 - 中郡金目村を編入。

## 人口
| |                                        |  |
| 平塚市と全国の年齢別人口分布（2005年） | 平塚市の年齢・男女別人口分布（2005年） |  |
| ■紫色 ― 平塚市 ■緑色 ― 日本全国 | ■青色 ― 男性 ■赤色 ― 女性              |  |
| 平塚市（に相当する地域）の人口の推移 \| 1970年（昭和45年） \| 163,671人 \| \| \| 1975年（昭和50年） \| 195,635人 \| \| \| 1980年（昭和55年） \| 214,293人 \| \| \| 1985年（昭和60年） \| 229,990人 \| \| \| 1990年（平成2年） \| 245,950人 \| \| \| 1995年（平成7年） \| 253,822人 \| \| \| 2000年（平成12年） \| 254,633人 \| \| \| 2005年（平成17年） \| 258,958人 \| \| \| 2010年（平成22年） \| 260,780人 \| \| \| 2015年（平成27年） \| 258,227人 \| \| \| 2020年（令和2年） \| 258,422人 \| \| |                                        |  |
| 総務省統計局 国勢調査より |                                        |  |
| 1970年（昭和45年） | 163,671人                              |  |
| 1975年（昭和50年） | 195,635人                              |  |
| 1980年（昭和55年） | 214,293人                              |  |
| 1985年（昭和60年） | 229,990人                              |  |
| 1990年（平成2年） | 245,950人                              |  |
| 1995年（平成7年） | 253,822人                              |  |
| 2000年（平成12年） | 254,633人                              |  |
| 2005年（平成17年） | 258,958人                              |  |
| 2010年（平成22年） | 260,780人                              |  |
| 2015年（平成27年） | 258,227人                              |  |
| 2020年（令和2年） | 258,422人                              |  |

総務省の国勢調査によれば、2020年の平塚市の人口は258,422人であり、神奈川県で6番目となっている。
2010年を境に人口減少局面に入っており、2035年には人口が24万人程度になると予測されていたが、2015年から2020年にかけて人口は再び増加に転じている。2025年時点において、65歳以上の高齢者の割合は30%を超えた。
また、外国人人口が約6,500人と増加傾向であるが、全人口に対する外国人の割合は、約3%となっていて、
市では多言語対応を進めている。さらに、多文化共生にも力を入れている。上位は、中国、ベトナム、フィリピンの順である。

## 町・字一覧
平塚市では、一部の区域で住居表示に関する法律に基づく住居表示が実施されている。
| 町名     | 町名の読み         | 設置年月日    | 住居表示実施年月日   | 住居表示実施直前の町名                     | 備考 |
| -------- | ------------------ | ------------- | -------------------- | ------------------------------------------ | ---- |
| 唐ケ原   | とうがはら         | 年月日        | 未実施               |                                            |      |
| 撫子原   | なでしこはら       | 年月日        | 1964年7月1日         | 撫子原の全部                               |      |
| 黒部丘   | くろべおか         | 年月日        | 1964年7月1日         | 黒部丘の一部                               |      |
| 花水台   | はなみずだい       | 年月日        | 1964年7月1日         | 花水台の全部                               |      |
| 菫平     | すみれだいら       | 年月日        | 1964年7月1日         | 菫平の全部及び黒部丘の一部                 |      |
| 虹ケ浜   | にじがはま         | 年月日        | 1964年7月1日         | 虹ケ浜の全部                               |      |
| 龍城ケ丘 | りゅうじょうがおか | 1953年2月18日 | 1964年7月1日         | 龍城ケ丘の全部                             |      |
| 桃浜町   | ももはまちょう     | 1953年2月18日 | 1964年7月1日         | 桃浜町の全部及び大字平塚の一部             |      |
| 桃浜町   | ももはまちょう     | 1953年2月18日 | 1965年7月1日（編入） | 大字平塚の一部                             |      |
| 八重咲町 | やえざきちょう     | 1965年7月1日  | 1965年7月1日         | 大字平塚、大字平塚新宿の各一部             |      |
| 松風町   | まつかぜちょう     | 1953年2月18日 | 1965年7月1日         | 松風町の全部及び大字平塚、大字須賀の各一部 |      |
| 袖ケ浜   | そでがはま         | 1953年2月18日 | 1965年7月1日         | 袖ケ浜の全部及び大字須賀の一部             |      |

| 町名     | 町名の読み     | 設置年月日   | 住居表示実施年月日   | 住居表示実施直前の町名                   | 備考 |
| -------- | -------------- | ------------ | -------------------- | ---------------------------------------- | ---- |
| 夕陽ケ丘 | ゆうひがおか   | 1965年7月1日 | 1965年7月1日         | 大字平塚新宿、大字平塚、大字須賀の各一部 |      |
| 代官町   | だいかんちょう | 1965年7月1日 | 1965年7月1日         | 大字平塚新宿、大字須賀、大字馬入の各一部 |      |
| 久領堤   | くりょうづつみ | 1965年7月1日 | 1965年7月1日         | 大字馬入、大字須賀の各一部               |      |
| 札場町   | ふだばちょう   | 1965年7月1日 | 1965年7月1日         | 大字須賀の一部                           |      |
| 札場町   | ふだばちょう   | 1965年7月1日 | 1981年2月1日（編入） | 大字須賀の一部                           |      |
| 幸町     | さいわいちょう | 1965年7月1日 | 1965年7月1日         | 大字須賀の一部                           |      |
| 千石河岸 | せんごくがし   | 1965年7月1日 | 1965年7月1日         | 大字須賀の一部                           |      |
| 千石河岸 | せんごくがし   | 1965年7月1日 | 1981年2月1日（編入） | 大字須賀の一部                           |      |
| 須賀     | すか           | 1932年4月1日 | 未実施               |                                          |      |

| 町名       | 町名の読み         | 設置年月日   | 住居表示実施年月日    | 住居表示実施直前の町名                         | 備考 |
| ---------- | ------------------ | ------------ | --------------------- | ---------------------------------------------- | ---- |
| 上平塚     | かみひらつか       | 年月日       | 1967年9月1日          | 上平塚、大字徳延、大字山下の各一部             |      |
| 達上ケ丘   | たんじょうがおか   | 1967年9月1日 | 1967年9月1日          | 大字平塚、上平塚の各一部                       |      |
| 達上ケ丘   | たんじょうがおか   | 1967年9月1日 | 1973年10月1日（編入） | 大字南原、大字平塚の各一部                     |      |
| 諏訪町     | すわちょう         | 1967年9月1日 | 1967年9月1日          | 大字平塚の一部                                 |      |
| 富士見町   | ふじみちょう       | 1967年9月1日 | 1967年9月1日          | 大字平塚、大字中原下宿の各一部                 |      |
| 中里       | なかざと           | 年月日       | 1967年9月1日          | 中里の全部及び大字平塚、桜ケ丘、上平塚の各一部 |      |
| 豊原町     | とよはらちょう     | 1967年9月1日 | 1967年9月1日          | 大字平塚の一部                                 |      |
| 立野町     | たつのちょう       | 年月日       | 1967年9月1日          | 立野町の全部及び大字平塚新宿、大字平塚の各一部 |      |
| 見附町     | みつけちょう       | 年月日       | 1983年10月11日        | 見附町の全部及び大字平塚新宿、大字平塚の各一部 |      |
| 錦町       | にしきちょう       | 年月日       | 1983年10月11日        | 錦町の全部及び大字平塚新宿、大字平塚の各一部   |      |
| 紅谷町     | べにやちょう       | 1967年2月1日 | 1967年2月1日          | 大字平塚新宿の一部                             |      |
| 明石町     | あかしちょう       | 1967年2月1日 | 1967年2月1日          | 大字平塚新宿の一部                             |      |
| 浅間町     | せんげんちょう     | 1967年2月1日 | 1967年2月1日          | 大字平塚新宿の一部                             |      |
| 宮松町     | みやまつちょう     | 1967年2月1日 | 1967年2月1日          | 大字平塚新宿の一部                             |      |
| 宮の前     | みやのまえ         | 1967年2月1日 | 1967年2月1日          | 大字平塚新宿の一部                             |      |
| 宝町       | たからちょう       | 1967年2月1日 | 1967年2月1日          | 大字平塚新宿の一部                             |      |
| 平塚一丁目 | ひらつか           | 1985年7月1日 | 1985年7月1日          | 大字平塚の全部                                 |      |
| 平塚二丁目 | ひらつか           | 1985年7月1日 | 1985年7月1日          | 大字平塚の全部                                 |      |
| 平塚三丁目 | ひらつか           | 1985年7月1日 | 1985年7月1日          | 大字平塚の全部                                 |      |
| 平塚四丁目 | ひらつか           | 1985年7月1日 | 1985年7月1日          | 大字平塚の全部                                 |      |
| 平塚五丁目 | ひらつか           | 1985年7月1日 | 1985年7月1日          | 大字平塚の全部                                 |      |
| 老松町     | おいまつちょう     | 1967年2月1日 | 1967年2月1日          | 大字馬入の一部                                 |      |
| 八千代町   | やちよちょう       | 1967年2月1日 | 1967年2月1日          | 大字馬入の一部                                 |      |
| 天沼       | あまぬま           | 年月日       | 1967年2月1日          | 天沼の全部及び大字馬入、大字平塚新宿の各一部   |      |
| 堤町       | つつみちょう       | 年月日       | 1967年2月1日          | 堤町、大字馬入の各一部                         |      |
| 長瀞       | ながとろ           | 年月日       | 1967年2月1日          | 長瀞の一部                                     |      |
| 中堂       | なかどう           | 年月日       | 1967年2月1日          | 中堂の全部及び堤町、長瀞、大字馬入の各一部     |      |
| 榎木町     | えのきちょう       | 1967年2月1日 | 1967年2月1日          | 大字馬入の一部                                 |      |
| 馬入本町   | ばにゅうほんちょう | 1977年6月1日 | 1977年6月1日          | 大字馬入の一部                                 |      |
| 馬入       | ばにゅう           | 1932年4月1日 | 未実施                |                                                |      |

| 町名         | 町名の読み         | 設置年月日    | 住居表示実施年月日 | 住居表示実施直前の町名                                                 | 備考 |
| ------------ | ------------------ | ------------- | ------------------ | ---------------------------------------------------------------------- | ---- |
| 南原         | みなみはら         | 1956年9月30日 | 未実施             |                                                                        |      |
| 南原一丁目   | みなみはら         | 1973年10月1日 | 1973年10月1日      | 大字南原の一部                                                         |      |
| 南原二丁目   | みなみはら         | 1973年10月1日 | 1973年10月1日      | 大字南原の一部                                                         |      |
| 南原三丁目   | みなみはら         | 1973年10月1日 | 1973年10月1日      | 大字南原の一部                                                         |      |
| 南原四丁目   | みなみはら         | 1987年8月1日  | 1987年8月1日       | 大字南原、大字徳延、大字纒の各一部                                     |      |
| 御殿一丁目   | ごてん             | 1973年10月1日 | 1973年10月1日      | 大字中原上宿、大字中原下宿、大字南原の各一部                           |      |
| 御殿二丁目   | ごてん             | 1973年10月1日 | 1973年10月1日      | 大字中原上宿、大字中原下宿、大字南原の各一部                           |      |
| 御殿三丁目   | ごてん             | 1973年10月1日 | 1973年10月1日      | 大字中原上宿、大字中原下宿、大字南原の各一部                           |      |
| 御殿四丁目   | ごてん             | 1991年11月1日 | 1991年11月1日      | 大字中原上宿、大字中原下宿、大字入野、大字長持の各一部                 |      |
| 中原上宿     | なかはらかみじゅく | 1956年9月30日 | 未実施             |                                                                        |      |
| 中原下宿     | なかはらしもじゅく | 1956年9月30日 | 未実施             |                                                                        |      |
| 中原一丁目   | なかはら           | 1973年10月1日 | 1973年10月1日      | 大字中原上宿、大字中原下宿、大字南豊田の各一部                         |      |
| 中原二丁目   | なかはら           | 1973年10月1日 | 1973年10月1日      | 大字中原上宿、大字中原下宿、大字南豊田の各一部                         |      |
| 中原三丁目   | なかはら           | 1973年10月1日 | 1973年10月1日      | 大字中原上宿、大字中原下宿、大字南豊田の各一部                         |      |
| 東中原一丁目 | ひがしなかはら     | 1973年10月1日 | 1973年10月1日      | 大字中原上宿、大字真土、大字東豊田、大字南豊田の各一部                 |      |
| 東中原二丁目 | ひがしなかはら     | 1973年10月1日 | 1973年10月1日      | 大字中原上宿、大字真土、大字東豊田、大字南豊田の各一部                 |      |
| 新町         | しんまち           | 1973年10月1日 | 1973年10月1日      | 大字中原上宿、大字中原下宿の各一部                                     |      |
| 追分         | おいわけ           | 1973年10月1日 | 1973年10月1日      | 大字中原下宿、大字八幡、大字平塚、大字平塚新宿の各一部                 |      |
| 大原         | おおはら           | 1973年10月1日 | 1973年10月1日      | 大字中原上宿、大字中原下宿、大字八幡、大字平塚の各一部                 |      |
| 八幡         | やわた             | 1956年9月30日 | 未実施             |                                                                        |      |
| 西八幡一丁目 | にしやわた         | 1975年9月16日 | 1975年9月16日      | 大字八幡、大字中原下宿、大字中原上宿、大字四之宮、大字平塚新宿の各一部 |      |
| 西八幡二丁目 | にしやわた         | 1975年9月16日 | 1975年9月16日      | 大字八幡、大字中原下宿、大字中原上宿、大字四之宮、大字平塚新宿の各一部 |      |
| 西八幡三丁目 | にしやわた         | 1975年9月16日 | 1975年9月16日      | 大字八幡、大字中原下宿、大字中原上宿、大字四之宮、大字平塚新宿の各一部 |      |
| 西八幡四丁目 | にしやわた         | 1975年9月16日 | 1975年9月16日      | 大字八幡、大字中原下宿、大字中原上宿、大字四之宮、大字平塚新宿の各一部 |      |
| 東八幡一丁目 | ひがしやわた       | 1975年9月16日 | 1975年9月16日      | 大字八幡、大字四之宮の各一部                                           |      |
| 東八幡二丁目 | ひがしやわた       | 1975年9月16日 | 1975年9月16日      | 大字八幡、大字四之宮の各一部                                           |      |
| 東八幡三丁目 | ひがしやわた       | 1975年9月16日 | 1975年9月16日      | 大字八幡、大字四之宮の各一部                                           |      |
| 東八幡四丁目 | ひがしやわた       | 1975年9月16日 | 1975年9月16日      | 大字八幡、大字四之宮の各一部                                           |      |
| 東八幡五丁目 | ひがしやわた       | 1975年9月16日 | 1975年9月16日      | 大字八幡、大字四之宮の各一部                                           |      |
| 四之宮       | しのみや           | 1956年9月30日 | 未実施             |                                                                        |      |
| 四之宮一丁目 | しのみや           | 2001年2月5日  | 2001年2月5日       | 大字四之宮、大字中原上宿、大字中原下宿の各一部                         |      |
| 四之宮二丁目 | しのみや           | 2001年2月5日  | 2001年2月5日       | 大字四之宮、大字中原上宿、大字中原下宿の各一部                         |      |
| 四之宮三丁目 | しのみや           | 2001年2月5日  | 2001年2月5日       | 大字四之宮、大字中原上宿、大字中原下宿の各一部                         |      |
| 四之宮四丁目 | しのみや           | 2001年2月5日  | 2001年2月5日       | 大字四之宮、大字中原上宿、大字中原下宿の各一部                         |      |
| 四之宮五丁目 | しのみや           | 2001年2月5日  | 2001年2月5日       | 大字四之宮、大字中原上宿、大字中原下宿の各一部                         |      |
| 四之宮六丁目 | しのみや           | 2001年2月5日  | 2001年2月5日       | 大字四之宮、大字中原上宿、大字中原下宿の各一部                         |      |
| 四之宮七丁目 | しのみや           | 2001年2月5日  | 2001年2月5日       | 大字四之宮、大字中原上宿、大字中原下宿の各一部                         |      |
| 西真土一丁目 | にししんど         | 2002年2月4日  | 2002年2月4日       | 大字真土、大字中原上宿、大字東豊田の各一部                             |      |
| 西真土二丁目 | にししんど         | 2002年2月4日  | 2002年2月4日       | 大字真土、大字中原上宿、大字東豊田の各一部                             |      |
| 西真土三丁目 | にししんど         | 2002年2月4日  | 2002年2月4日       | 大字真土、大字中原上宿、大字東豊田の各一部                             |      |
| 西真土四丁目 | にししんど         | 2002年2月4日  | 2002年2月4日       | 大字真土、大字中原上宿、大字東豊田の各一部                             |      |
| 東真土一丁目 | ひがししんど       | 2002年2月4日  | 2002年2月4日       | 大字真土の一部                                                         |      |
| 東真土二丁目 | ひがししんど       | 2002年2月4日  | 2002年2月4日       | 大字真土の一部                                                         |      |
| 東真土三丁目 | ひがししんど       | 2002年2月4日  | 2002年2月4日       | 大字真土の一部                                                         |      |
| 東真土四丁目 | ひがししんど       | 2002年2月4日  | 2002年2月4日       | 大字真土の一部                                                         |      |

| 町名       | 町名の読み         | 設置年月日    | 住居表示実施年月日 | 住居表示実施直前の町名 | 備考 |
| ---------- | ------------------ | ------------- | ------------------ | ---------------------- | ---- |
| 豊田平等寺 | とよだびょうどうじ | 1956年9月30日 | 未実施             |                        |      |
| 南豊田     | みなみとよだ       | 1956年9月30日 | 未実施             |                        |      |
| 東豊田     | ひがしとよだ       | 1956年9月30日 | 未実施             |                        |      |
| 豊田打間木 | とよだうちまぎ     | 1956年9月30日 | 未実施             |                        |      |
| 豊田小嶺   | とよだこみね       | 1956年9月30日 | 未実施             |                        |      |
| 豊田宮下   | とよだみやした     | 1956年9月30日 | 未実施             |                        |      |
| 豊田本郷   | とよだほんごう     | 1956年9月30日 | 未実施             |                        |      |
| 北豊田     | きたとよだ         | 1956年9月30日 | 未実施             |                        |      |

| 町名       | 町名の読み | 設置年月日     | 住居表示実施年月日 | 住居表示実施直前の町名                     | 備考 |
| ---------- | ---------- | -------------- | ------------------ | ------------------------------------------ | ---- |
| 田村       | たむら     | 1956年9月30日  | 未実施             |                                            |      |
| 田村一丁目 | たむら     | 2004年2月16日  | 2004年2月16日      | 大字田村の一部及び大字大神の一部（九のみ） |      |
| 田村二丁目 | たむら     | 2004年2月16日  | 2004年2月16日      | 大字田村の一部及び大字大神の一部（九のみ） |      |
| 田村三丁目 | たむら     | 2004年2月16日  | 2004年2月16日      | 大字田村の一部及び大字大神の一部（九のみ） |      |
| 田村四丁目 | たむら     | 2004年2月16日  | 2004年2月16日      | 大字田村の一部及び大字大神の一部（九のみ） |      |
| 田村五丁目 | たむら     | 2004年2月16日  | 2004年2月16日      | 大字田村の一部及び大字大神の一部（九のみ） |      |
| 田村六丁目 | たむら     | 2004年2月16日  | 2004年2月16日      | 大字田村の一部及び大字大神の一部（九のみ） |      |
| 田村七丁目 | たむら     | 2004年2月16日  | 2004年2月16日      | 大字田村の一部及び大字大神の一部（九のみ） |      |
| 田村八丁目 | たむら     | 2004年2月16日  | 2004年2月16日      | 大字田村の一部及び大字大神の一部（九のみ） |      |
| 田村九丁目 | たむら     | 2004年2月16日  | 2004年2月16日      | 大字田村の一部及び大字大神の一部（九のみ） |      |
| 大神       | おおかみ   | 1956年9月30日  | 未実施             |                                            |      |
| 大神一丁目 | おおかみ   | 2023年10月16日 | 2023年10月16日     | 大字大神の一部                             |      |
| 大神ニ丁目 | おおかみ   | 2023年10月16日 | 2023年10月16日     | 大字大神の一部                             |      |
| 大神三丁目 | おおかみ   | 2023年10月16日 | 2023年10月16日     | 大字田村、大神及び、田村九丁目の一部       |      |
| 大神四丁目 | おおかみ   | 2023年10月16日 | 2023年10月16日     | 大字大神の一部                             |      |
| 大神五丁目 | おおかみ   | 2023年10月16日 | 2023年10月16日     | 大字大神の一部                             |      |
| 大神六丁目 | おおかみ   | 2023年10月16日 | 2023年10月16日     | 大字大神の一部                             |      |
| 大神七丁目 | おおかみ   | 2023年10月16日 | 2023年10月16日     | 大字大神の一部                             |      |
| 大神八丁目 | おおかみ   | 2023年10月16日 | 2023年10月16日     | 大字大神の一部                             |      |
| 大神九丁目 | おおかみ   | 2023年10月16日 | 2023年10月16日     | 大字大神の一部                             |      |
| 吉際       | よしぎわ   | 2023年10月16日 | 2023年10月16日     | 大字大神、吉際の一部                       |      |
| 横内       | よこうち   | 1956年9月30日  | 未実施             |                                            |      |

| 町名   | 町名の読み | 設置年月日    | 住居表示実施年月日 | 住居表示実施直前の町名 | 備考 |
| ------ | ---------- | ------------- | ------------------ | ---------------------- | ---- |
| 大島   | おおしま   | 1956年9月30日 | 未実施             |                        |      |
| 小鍋島 | こなべしま | 1956年9月30日 | 未実施             |                        |      |
| 下島   | しもじま   | 1956年9月30日 | 未実施             |                        |      |
| 城所   | きどころ   | 1956年9月30日 | 未実施             |                        |      |

| 町名           | 町名の読み | 設置年月日    | 住居表示実施年月日 | 住居表示実施直前の町名 | 備考 |
| -------------- | ---------- | ------------- | ------------------ | ---------------------- | ---- |
| 岡崎           | おかざき   | 1956年9月30日 | 未実施             |                        |      |
| ふじみ野一丁目 | ふじみの   | 1978年7月1日  | 1978年7月1日       | 大字岡崎の一部         |      |
| ふじみ野二丁目 | ふじみの   | 1978年7月1日  | 1978年7月1日       | 大字岡崎の一部         |      |

| 町名   | 町名の読み | 設置年月日    | 住居表示実施年月日 | 住居表示実施直前の町名 | 備考 |
| ------ | ---------- | ------------- | ------------------ | ---------------------- | ---- |
| 寺田縄 | てらだなわ | 1956年9月30日 | 未実施             |                        |      |
| 入野   | いの       | 1956年9月30日 | 未実施             |                        |      |
| 長持   | ながもち   | 1956年9月30日 | 未実施             |                        |      |
| 飯島   | いいじま   | 1956年9月30日 | 未実施             |                        |      |
| 入部   | いりぶ     | 1956年9月30日 | 未実施             |                        |      |

| 町名         | 町名の読み   | 設置年月日    | 住居表示実施年月日 | 住居表示実施直前の町名                   | 備考 |
| ------------ | ------------ | ------------- | ------------------ | ---------------------------------------- | ---- |
| 広川         | ひろかわ     | 1957年10月1日 | 未実施             |                                          |      |
| 片岡         | かたおか     | 1957年10月1日 | 未実施             |                                          |      |
| 千須谷       | せんずや     | 1957年10月1日 | 未実施             |                                          |      |
| 南金目       | みなみかなめ | 1957年10月1日 | 未実施             |                                          |      |
| 北金目       | きたかなめ   | 1957年10月1日 | 未実施             |                                          |      |
| 真田         | さなだ       | 1957年10月1日 | 未実施             |                                          |      |
| 北金目一丁目 | きたかなめ   | 2010年2月22日 | 2010年2月22日      | 大字北金目、大字真田、大字南金目の各一部 |      |
| 北金目二丁目 | きたかなめ   | 2010年2月22日 | 2010年2月22日      | 大字北金目、大字真田、大字南金目の各一部 |      |
| 北金目三丁目 | きたかなめ   | 2010年2月22日 | 2010年2月22日      | 大字北金目、大字真田、大字南金目の各一部 |      |
| 北金目四丁目 | きたかなめ   | 2010年2月22日 | 2010年2月22日      | 大字北金目、大字真田、大字南金目の各一部 |      |
| 真田一丁目   | さなだ       | 2010年2月22日 | 2010年2月22日      | 大字真田の一部                           |      |
| 真田二丁目   | さなだ       | 2010年2月22日 | 2010年2月22日      | 大字真田の一部                           |      |
| 真田三丁目   | さなだ       | 2010年2月22日 | 2010年2月22日      | 大字真田の一部                           |      |
| 真田四丁目   | さなだ       | 2015年2月16日 | 2015年2月16日      | 大字真田の一部                           |      |

| 町名             | 町名の読み   | 設置年月日     | 住居表示実施年月日 | 住居表示実施直前の町名                           | 備考 |
| ---------------- | ------------ | -------------- | ------------------ | ------------------------------------------------ | ---- |
| めぐみが丘一丁目 | めぐみがおか | 2001年11月17日 | 2001年11月17日     | 大字広川、大字公所、大字片岡、大字千須谷の各一部 |      |
| めぐみが丘二丁目 | めぐみがおか | 2001年11月17日 | 2001年11月17日     | 大字広川、大字公所、大字片岡、大字千須谷の各一部 |      |
| 土屋             | つちや       | 1956年9月30日  | 未実施             |                                                  |      |
| 上吉沢           | かみきちさわ | 1956年9月30日  | 未実施             |                                                  |      |
| 下吉沢           | しもきちさわ | 1956年9月30日  | 未実施             |                                                  |      |

| 町名         | 町名の読み | 設置年月日     | 住居表示実施年月日 | 住居表示実施直前の町名 | 備考 |
| ------------ | ---------- | -------------- | ------------------ | ---------------------- | ---- |
| 公所         | ぐぞ       | 1954年7月15日  | 未実施             |                        |      |
| 根坂間       | ねざかま   | 1954年7月15日  | 未実施             |                        |      |
| 出縄         | いでなわ   | 1954年7月15日  | 未実施             |                        |      |
| 万田         | まんだ     | 1954年7月15日  | 未実施             |                        |      |
| 万田一丁目   | まんだ     | 2022年10月17日 | 2022年10月17日     | 大字万田の一部         |      |
| 万田二丁目   | まんだ     | 2022年10月17日 | 2022年10月17日     | 大字万田の一部         |      |
| 万田三丁目   | まんだ     | 2022年10月17日 | 2022年10月17日     | 大字高根及び万田の一部 |      |
| 高根         | たかね     | 1954年7月15日  | 未実施             |                        |      |
| 高根一丁目   | たかね     | 2022年10月17日 | 2022年10月17日     | 大字高根の一部         |      |
| 高根二丁目   | たかね     | 2022年10月17日 | 2022年10月17日     | 大字高根の一部         |      |
| 高根三丁目   | たかね     | 2022年10月17日 | 2022年10月17日     | 大字高根及び万田の一部 |      |
| 山下一丁目   | やました   | 2022年10月17日 | 2022年10月17日     | 大字山下の一部         |      |
| 山下二丁目   | やました   | 2022年10月17日 | 2022年10月17日     | 大字山下の一部         |      |
| 山下三丁目   | やました   | 2022年10月17日 | 2022年10月17日     | 大字山下の一部         |      |
| 河内         | こうち     | 1954年7月15日  | 未実施             |                        |      |
| 徳延         | とくのぶ   | 1954年7月15日  | 未実施             |                        |      |
| 纒           | まとい     | 1954年7月15日  | 未実施             |                        |      |
| 高村         | たかむら   | 年月日         | 未実施             |                        |      |
| 日向岡一丁目 | ひなたおか | 年月日         | 1985年10月1日      | 日向岡1・2の各全部     |      |
| 日向岡二丁目 | ひなたおか | 年月日         | 1985年10月1日      | 日向岡1・2の各全部     |      |

## 行政

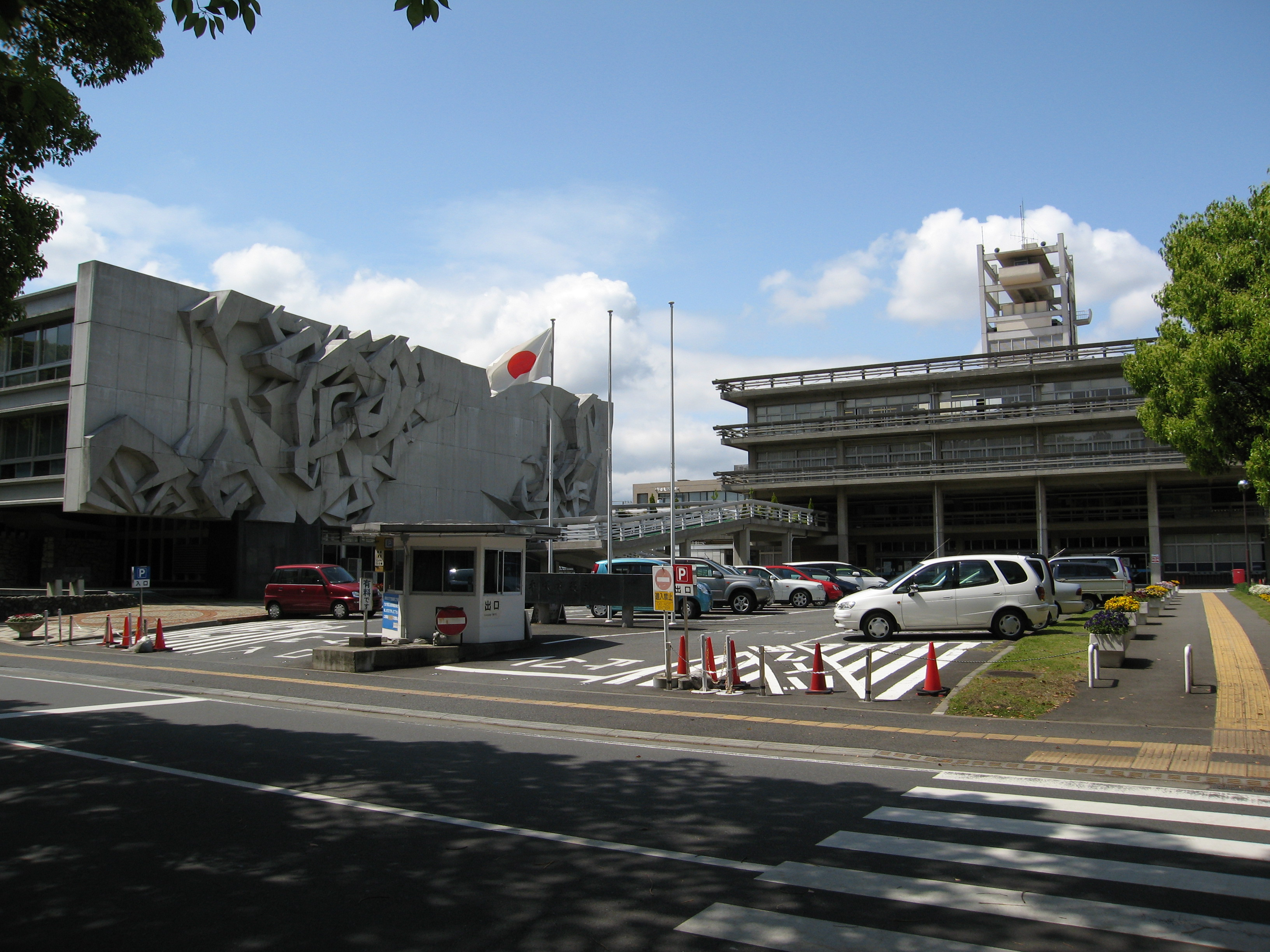
平塚市役所旧庁舎（写真右、2015年6月解体）と平塚市議会旧議事堂（写真左、2011年10月解体）

先代の市役所は1964年に建設された。老朽化と容量不足のため新庁舎の建築を決定。2014年6月に新庁舎が一部完成した。

### 市長
- 落合克宏（2011年4月30日就任、4期目[20]）

| 代      | 氏名       | 就任日        | 退任日        |
| ------- | ---------- | ------------- | ------------- |
| 初代    | 鈴木清寿   | 1932年8月15日 | 1933年8月3日  |
| 2代     | 馬場義也   | 1933年8月3日  | 1935年8月1日  |
| 3代     | 原田敬治   | 1938年10月1日 | 1942年10月1日 |
| 4代     | 篠原忠次郎 | 1943年1月19日 | 1946年11月9日 |
| 5-6代   | 柿澤篤太郎 | 1947年4月12日 | 1955年4月30日 |
| 7-8代   | 戸川貞雄   | 1955年5月1日  | 1963年4月29日 |
| 9-11代  | 加藤一太郎 | 1963年4月30日 | 1975年4月29日 |
| 12代    | 加藤禎吉   | 1975年4月30日 | 1979年4月29日 |
| 13-16代 | 石川京一   | 1979年4月30日 | 1995年4月29日 |
| 17-18代 | 吉野稜威雄 | 1995年4月30日 | 2003年4月29日 |
| 19-20代 | 大藏律子   | 2003年4月30日 | 2011年4月29日 |
| 21-24代 | 落合克宏   | 2011年4月30日 | 現職          |

### 行政機構
- 平塚市監査委員
- 平塚市議会
- 平塚市教育委員会
- 平塚市選挙管理委員会
- 平塚市農業委員会

### 独立行政法人
- 自動車技術総合機構 平塚事務所
- 国立研究開発法人防災科学技術研究所 平塚事務所

### 国の行政機関
- 国税庁東京国税局平塚税務署
- 関東地方整備局 横浜国道事務所 大磯出張所（住所は平塚市唐ヶ原無番地）

### 都道府県の行政機関
- 平塚警察署
- 神奈川県湘南地域県政総合センター

### その他
- 平塚市民病院
- 平塚市保健センター・夜間休日急患診療所
- 公益財団法人 平塚市まちづくり財団
- 公益財団法人 平塚市生きがい事業団
- 社会福祉法人 平塚市社会福祉協議会

## 議会

### 市議会
- 定数：26名[21]
- 任期：2019年5月1日 - 2023年4月30日
- 議長：片倉章博（清風クラブ、5期）
- 副議長：秋澤雅久（公明ひらつか、4期）

| 会派名                     | 議席数 | 議員名（◎は代表）                                                               |
| -------------------------- | ------ | ------------------------------------------------------------------------------- |
| 清風クラブ                 | 8      | ◎佐藤貴子、数田俊樹、野崎審也、諸伏清児、坂間正昭、須藤量久、黒部栄三、片倉章博 |
| しさらぎ・無所属クラブ     | 6      | ◎金子修一、渡部亮、江口友子、端文昭、府川勝、臼井照人                           |
| 公明ひらつか               | 5      | ◎鈴木晴男、秋澤雅久、石田美雪、上野仁志、永田美典                               |
| 湘南フォーラム             | 3      | ◎山原栄一、府川正明、出村光                                                     |
| 日本共産党平塚市議会議員団 | 2      | ◎松本敏子、石田雄二                                                             |
| 無所属                     | 2      | 久保田聡、小泉春雄                                                              |

※2020年（令和2年）5月18日現在。

### 神奈川県議会
- 選挙区：平塚市選挙区
- 定数：3名
- 任期：2019年（平成31年）4月30日 - 2023年（令和4年）4月29日

| 氏名     | 会派名                                   |
| -------- | ---------------------------------------- |
| 森正明   | 自由民主党神奈川県議会議員団             |
| 藤井深介 | 公明党神奈川県議会議員団                 |
| 米村和彦 | 立憲民主党・民権クラブ神奈川県議会議員団 |

※2019年（令和元年）5月7日現在。

### 衆議院
- 選挙区：神奈川15区（平塚市、茅ヶ崎市、中郡）
- 任期：2021年10月31日 - 2025年10月30日
- 当日有権者数：473,497人
- 投票率：57.32％

| 当落 | 候補者名   | 年齢 | 所属党派                            | 新旧別 | 得票数    | 重複 |
| ---- | ---------- | ---- | ----------------------------------- | ------ | --------- | ---- |
| 当   | 河野太郎   | 58   | 自由民主党                          | 前     | 210,515票 | ○    |
|      | 佐々木克己 | 66   | 社会民主党                          | 新     | 46,312票  | ○    |
|      | 渡辺麻里子 | 45   | NHKと裁判してる党弁護士法72条違反で | 新     | 8,565票   |      |

## 司法
- 平塚簡易裁判所

## 経済

### 産業
- 主な産業 - 工業・農業

江戸時代には東海道7番目にあたる宿場町として栄え、広大な平野があることから農業も盛んであった。1887年（明治20年）に東海道本線が開通、さらに1905年（明治38年）に軍需工場の設置が行われると民生の近代工業も盛んとなり、数々の企業を生み出し、また誘致している。
工業都市としての発展は、相模川近辺を中心に所在する車両・化学関係の工場によるもので、特に日産車体が代表格といえ、工場施設の市外移転が発表されたものの、その後の計画見直しにより当地に残ることになった。その他、JT、横浜ゴム、キヤノン、古河電工、SUMCO TECHXIV、関西ペイント、三菱ケミカル、田中貴金属、JSP、パイロット、丸紅建材リース、第一三共、不二家、高砂香料工業などの工場がある。これらの多くは、戦前から現在の市域に存在し戦後解体された巨大な軍需工場群の跡地に移転・新設されたものである。ちなみに平塚市総合公園・平塚市役所・市立江陽中学校・県立平塚中等教育学校もかつての海軍火薬廠の跡地に新設されたものである。
日本ムーグやマクダーミッド・パフォーマンス・ソリューションズ・ジャパンなど外資系企業も立地している。
商業では、平塚駅にJR系駅ビルのラスカ平塚が所在するほか、2000年前後より市内にある食品が主力のスーパーに加え、OSC湘南シティ、西友、イオン系列のマックスバリュ、三井ショッピングパークのららぽーと湘南平塚、イオンモールのTHE OUTLETS SHONAN HIRATSUKA、埼玉発祥のヤオコーなどの大型SCが進出している。過去には十字屋・長崎屋（1948年1月、岩田孝八が平塚市内で創業した衣料品店が同チェーンの第一号店である。2008年9月30日休業、2013年に解体）・ダイクマが本社や本店を平塚市に置いていた。また大型家電量販店ケーズデンキ、ヤマダデンキや国道129号などの沿線にみられる外食チェーンなど店舗なども多い。TRIbank（トライバンク）の提携する平塚信用金庫も本店を置いている。農業協同組合はJA湘南が担っている（本店も平塚市内にある）。
市内を走る路線バスは、全て神奈川中央交通グループが担っている。本社は平塚市八重咲町に所在しており、平塚駅南口には神奈中グループのグランドホテル神奈中平塚がある（元々の名称は平塚グランドホテル）。

### 事業所を置く企業・団体

#### 交通
- 神奈川中央交通 - 本社

#### 金融
- 平塚信用金庫

#### スポーツ
- 湘南ベルマーレ - 本社

#### 放送
- 湘南ケーブルネットワーク
- 湘南平塚コミュニティ放送

#### 工業・製造業
- 日産車体 - 本社、湘南工場、テクノセンター
- 横浜ゴム - 本社、平塚製造所、平塚東工場
- 小松製作所 - 湘南工場、技術イノベーションセンタ、材料技術センタなど
- パイロットコーポレーション - 産業資材営業部、平塚事業所
  - パイロットロジテム
  - パイロットプリンテックス
- 田中貴金属工業 - 平塚工場、湘南工場、FC触媒開発センター
- 第一三共プロファーマ - 平塚工場
- 日本端子 - 本社
- 古河電工 - 平塚事業所
- シーカ・ハマタイト - 本社、ハマタイト工場[注釈 2]
- 不二家 - 平塚工場
- 日本クロージャー - 平塚工場、技術開発センター、金型センター

## 姉妹都市・提携都市

### 日本国内
友好都市
- 高山市（岐阜県）
  - 1982年（昭和57年）10月22日提携
- 花巻市（岩手県）
  - 1984年（昭和59年）4月27日提携
- 伊豆市 （静岡県）
  - 1982年（昭和57年）4月12日、旧・天城湯ヶ島町と「市民休養の郷」協定締結
  - 2013年（平成25年）2月6日、天城湯ヶ島町と周辺３町との合併により2004年4月1日に誕生した伊豆市と友好都市提携

### 日本国外
姉妹都市
- ローレンス市（アメリカ合衆国 カンザス州）
  - 1990年9月21日提携
- カウナス市（リトアニア カウナス郡）
  - 2023年11月25日提携[23]

## 教育

### 大学
- 東海大学 湘南キャンパス
- 松蔭大学 湘南キャンパス（湘南グラウンド）

### 専門学校
- 神奈川県立平塚看護大学校

### 高等学校
- 神奈川県立高浜高等学校
- 神奈川県立平塚工科高等学校
- 神奈川県立平塚江南高等学校
- 神奈川県立平塚湘風高等学校
- 神奈川県立平塚農商高等学校
- 平塚学園高等学校

### 中等教育学校
- 神奈川県立平塚中等教育学校

### 中学校
- 平塚市立大住中学校
- 平塚市立大野中学校
- 平塚市立春日野中学校
- 平塚市立金目中学校
  - 五領ヶ台分校
- 平塚市立神田中学校
- 平塚市立旭陵中学校
- 平塚市立金旭中学校
- 平塚市立江陽中学校
- 平塚市立神明中学校
- 平塚市立太洋中学校
- 平塚市立土沢中学校
- 平塚市立中原中学校
- 平塚市立浜岳中学校
- 平塚市立山城中学校
- 平塚市立横内中学校

### 小学校
- 平塚市立旭小学校
- 平塚市立大野小学校
- 平塚市立大原小学校
- 平塚市立岡崎小学校
- 平塚市立勝原小学校
- 平塚市立金田小学校
- 平塚市立金目小学校
  - 五領ヶ台分校
- 平塚市立神田小学校
- 平塚市立吉沢小学校
- 平塚市立城島小学校
- 平塚市立相模小学校
- 平塚市立真土小学校
- 平塚市立崇善小学校
- 平塚市立土屋小学校
- 平塚市立豊田小学校
- 平塚市立中原小学校
- 平塚市立なでしこ小学校
- 平塚市立花水小学校
- 平塚市立富士見小学校
- 平塚市立松が丘小学校
- 平塚市立松延小学校
- 平塚市立松原小学校
- 平塚市立みずほ小学校
- 平塚市立港小学校
- 平塚市立南原小学校
- 平塚市立山下小学校
- 平塚市立八幡小学校
- 平塚市立横内小学校

### 特別支援学校
- 神奈川県立湘南支援学校
- 神奈川県立平塚盲学校
- 神奈川県立平塚支援学校
- 神奈川県立平塚ろう学校

### 子どもへの心理・医療等の援助を行う施設
- 神奈川県立子ども自立生活支援センター
  - 乳児院、福祉型障害児入所施設、児童心理治療施設を一体化させた施設。金目小学校及び金目中学校の「五領ヶ台分校」を施設内に開設している。

### 図書館
- 平塚市北図書館
- 平塚市中央図書館
- 平塚市西図書館
- 平塚市南図書館

### 博物館・美術館

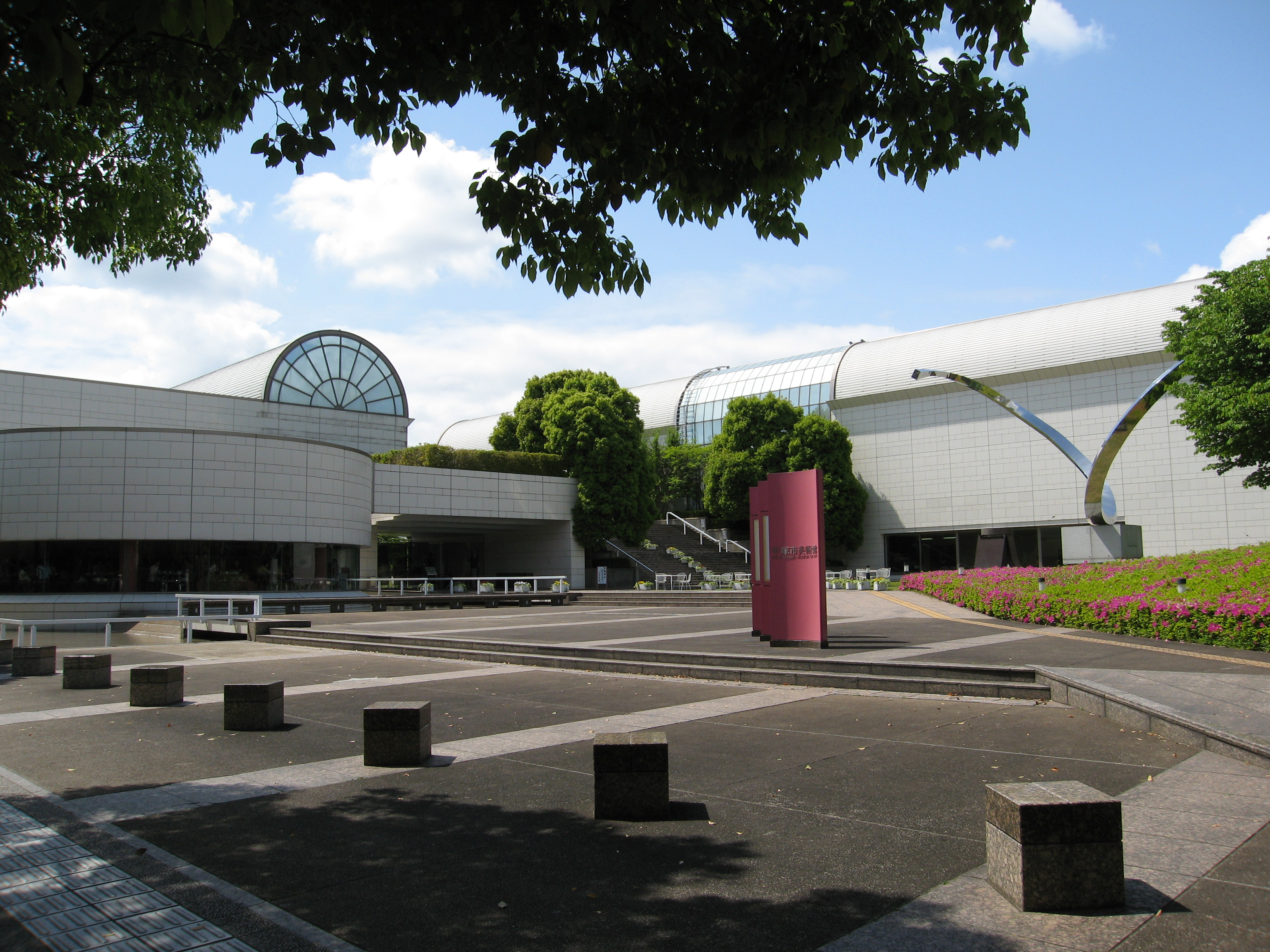
平塚市美術館

- 平塚市博物館
- 平塚市美術館

### 公民館
市内に26か所設置されている。
- 中央公民館
- 崇善公民館
- 須賀公民館
- 松原公民館
- 富士見公民館
- 花水公民館
- なでしこ公民館
- 大野公民館
- 八幡公民館
- 四之宮公民館
- 中原公民館
- 松が丘公民館
- 大原公民館
- 南原公民館
- 神田公民館
- 横内公民館
- 大神公民館
- 岡崎公民館
- 豊田公民館
- 城島公民館
- 金目公民館
- 金田公民館
- 土屋公民館
- 吉沢公民館
- 旭南公民館
- 旭北公民館

## 交通

### 鉄道路線
当市には駅が1つしか存在せず、駅が1つしかない自治体としては最も人口が多い。
東日本旅客鉄道（JR東日本）
 東海道線・■上野東京ライン・ 湘南新宿ライン
- - 平塚駅 -

- 上野東京ライン・湘南新宿ラインの列車に加え、特急「湘南」が停車する。2021年3月13日ダイヤ改正まで、上り方面が約30本、下り方面が2本の始発列車が設定されていたが、このダイヤ改正により、上りの始発本数が10本以上増加した。
- 2007年の特急「東海」廃止により、当駅に停車する特急列車は一時無くなった。2021年3月13日ダイヤ改正で湘南ライナー・おはようライナー新宿・ホームライナー小田原が廃止となったが、これらを引き継ぐ形で新たに特急「湘南」が運航開始し、約14年ぶりに当駅に特急列車が停車することとなった。

市内に所在するのは平塚駅のみだが、北端市境を越えた位置に小田急小田原線が通っており、北部（金目地区・岡崎地区など）と東京・横浜方面とを往来するには、東海大学前駅・伊勢原駅などの利用が最短経路となる。東海大学前駅は市境に最も近い（約300m）。
藤沢市湘南台駅から相鉄いずみ野線を延伸する計画もあるが、免許は保有するものの開業の目処は立っていない。
なお、JR相模線倉見駅(高座郡寒川町)への延伸計画に変更され検討されている。

### バス路線
- 神奈川中央交通
  - 神奈川中央交通平塚営業所（田村車庫）
  - 神奈川中央交通秦野営業所
  - 神奈川中央交通伊勢原営業所
- 平塚市シャトルバス（神奈川中央交通が運行）

### 道路

#### 高速道路・有料道路
- 小田原厚木道路：- 平塚PA - 平塚IC -
- 新湘南バイパス（市内区間は未開通※）

※予定区間である海岸沿いの地元住民の反対(景観が悪くなる等)が根強く、着工に至っていない。ただ国道1号・国道134号の慢性的な渋滞緩和解消の為に望む声は平塚市民も含め周辺住民より多数あり、反対住民案である半地下化など、施工方法も含めて協議中である。

#### 一般国道
- 国道1号・国道129号・国道134号・国道271号

#### 県道
- 主要地方道
  - 神奈川県道44号伊勢原藤沢線
  - 神奈川県道61号平塚伊勢原線
  - 神奈川県道62号平塚秦野線
  - 神奈川県道63号相模原大磯線
  - 神奈川県道77号平塚松田線
- 一般県道
  - 神奈川県道410号湘南台大神伊勢原線
  - 神奈川県道605号下糟屋平塚線
  - 神奈川県道606号明石下落合線
  - 神奈川県道607号平塚港平塚停車場線
  - 神奈川県道608号平塚停車場袖ヶ浜線
  - 神奈川県道609号公所大磯線
  - 神奈川県道612号上粕屋南金目線

## スポーツ
- 平塚市総合公園内の施設

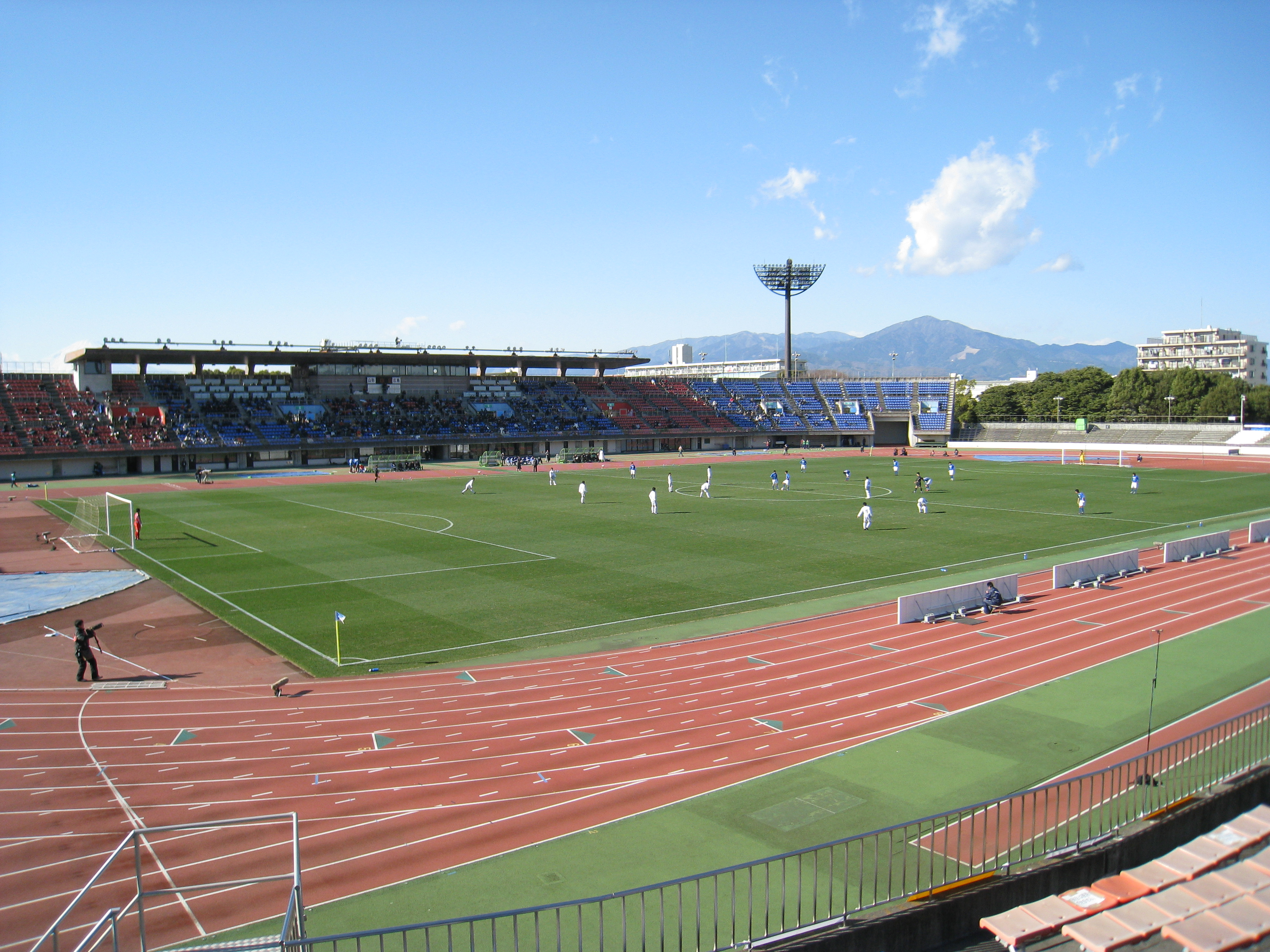
平塚競技場

  - レモンガススタジアム平塚 - 湘南ベルマーレのメインホームスタジアム。
  - バッティングパレス相石スタジアムひらつか - 横浜DeNAベイスターズ (ファーム)の準本拠地。横浜DeNAベイスターズの試合も年1試合開催される。
  - トッケイセキュリティ平塚総合体育館 - 川崎ブレイブサンダース、横浜ビー・コルセアーズ、横浜エクセレンスなどの試合が開催される。
  - 平塚総合体育館温水プール
  - 総合公園テニスコート
- 馬入ふれあい公園内の施設
  - ひらつかアリーナ
  - 馬入サッカー場 - 湘南ベルマーレの練習場。

## 名所・旧跡・観光スポット・祭事・催事
- 平塚八幡宮
- 金目川と観音堂（平塚八景）
- 七国峠・遠藤原（平塚八景）
- 霧降りの滝・松岩寺（平塚八景）
- 湘南潮来（平塚八景）
- 湘南平（平塚八景）
- 平塚テレビ塔
- 八幡山公園（平塚八景）
- 平塚砂丘（平塚八景）
- 森の前鳥神社（平塚八景）
- 湘南銀河大橋（関東の富士見百景）
- 扇の松
- お菊塚
- 怨親（おんしん）を超えた人々の碑（真土事件の碑） - 農民一揆で先祖が憎しみあった過去を水に流そうとの意図で建立。

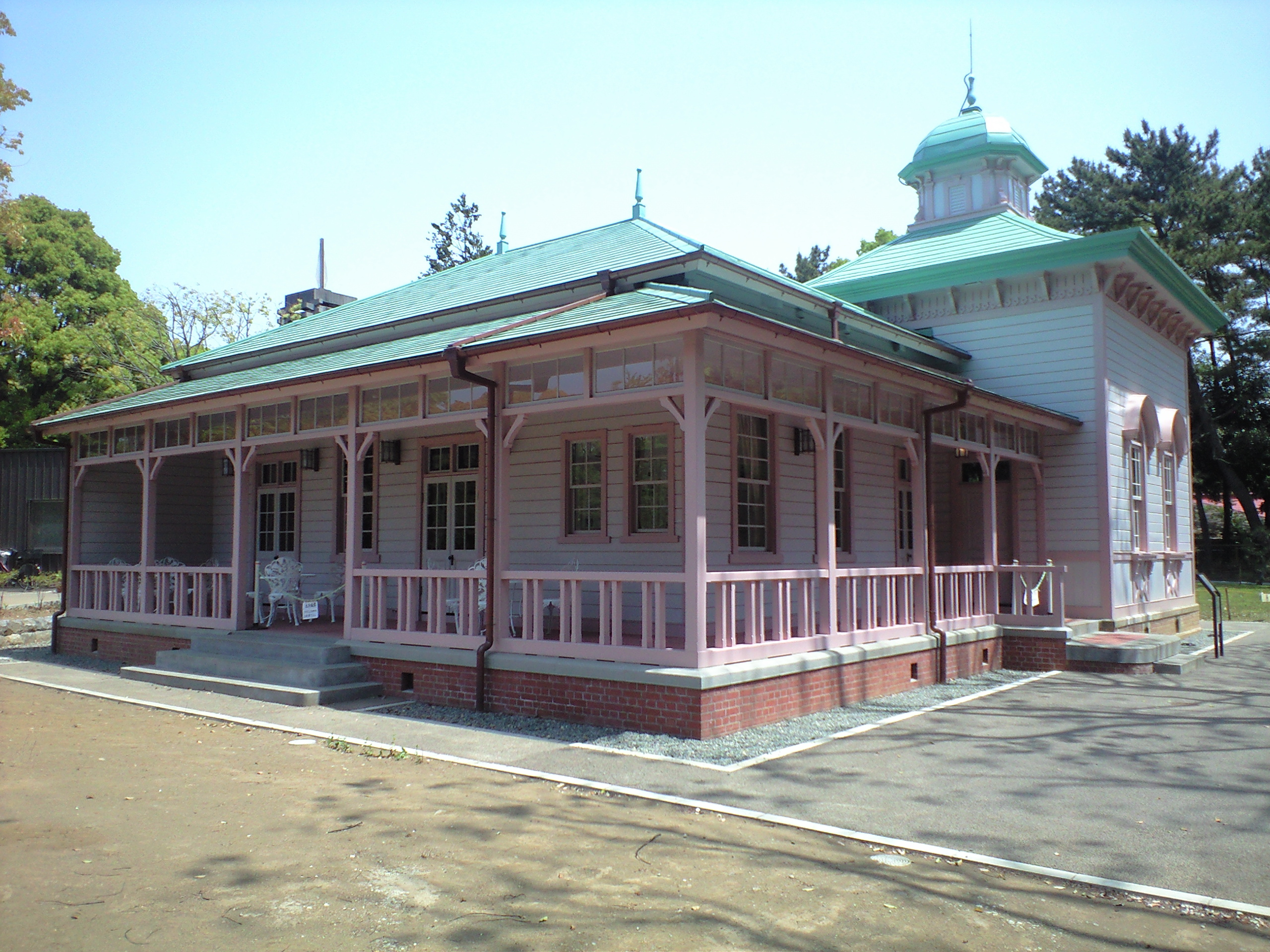
旧横浜ゴム平塚製造所記念館

- 丁髷塚
- 五領ヶ台貝塚
- 海軍火薬廠跡
- 平塚の塚
- 中原御殿
- 島ヶ原古戦場
- 真土大塚山古墳
- 旧横浜ゴム平塚製造所記念館

### レジャー
- 平塚競輪場
- 湘南ひらつかビーチパーク（護岸工事により2002年から海水浴が可能になった）
- 平塚漁港（平塚新港）
- 神奈川県立花と緑のふれあいセンター 花菜ガーデン
- いちご狩り
- ららぽーと湘南平塚
- ふれあい動物園

### 祭り
- 湘南ひらつか七夕まつり
- 湘南ひらつか花火大会
- 緑化まつり
- 豊八幡神社例大祭
- 須賀 三嶋神社例大祭
- 中原 日枝神社奉祝祭
- 湘南よさこい祭り
- 湘南ひらつか囲碁まつり

### 伝統芸能
- 相模人形芝居 1982年2月9日に神奈川県の無形民俗文化財に指定された。

## 著名な人物

### 出身者

#### 政治家
- 河野太郎（衆議院議員、防衛大臣、デジタル大臣、自民党行政改革推進本部長、外務大臣）
- 河野洋平（第71-72代衆議院議長、元内閣官房長官、自民党総裁、副総理兼外務大臣）
- 沓澤拓海（初代平塚市市長）
- 河野顕子（藤沢市議会議員）

#### 芸能、マスメディア関係
- 久保田悠来（俳優）
- 岩崎由紀子（ソプラノオペラ歌手） - 平塚市観光大使。
- 大島由香里（フリーアナウンサー、元フジテレビアナウンサー）
- 落合こず恵（元青森放送アナウンサー）
- 河合美智子（俳優）
- 川野良子（フジテレビアナウンサー）
- 草柳悟堂（琉球朝日放送アナウンサー、元九州朝日放送アナウンサー）
- 小泉真也（シンガー、エンターテイナー）
- 佐藤友香（フリーアナウンサー）
- テミヤン（シンガーソングライター）
- JP THE WAVY（ラッパー）
- LEX（ラッパー）
- 福井裕佳梨（タレント）(声優)
- 山瀬まみ（タレント） - 出生地は埼玉県。平塚市観光大使。
- 吉田智子（フリーアナウンサー、元毎日放送アナウンサー）
- 脇知弘（俳優、タレント）
- マーティン (タレント)[24]
- 人見早苗（俳優）
- 須藤悟（フリーアナウンサー、元エフエム青森アナウンサー）
- 坂井泉水（歌手（ZARDのボーカリスト）、作詞家）
- 鈴木秋則（音楽家、元センチメンタル・バス）
- 原田ジュン (ドラマー、元ミスタースリムカンパニー)
- 永野亮比己（ミュージカル俳優）
- 梅澤美波（アイドル、乃木坂46 3期生）[25]
- KUNI（シンガーソングライター、FMヨコハマDJ）
- HANDSIGN（ボーカル&手話パフォーマー） - メンバーのTATSUとSHINGOは平塚市内の高校出身。「湘南ひらつかアンバサダー」[26]。
- フォンチー（俳優、アイドル）
- 真壁京子（気象予報士）
- 井上ゆりな（タレント、モデル）※2010・2012ベルマーレクイーン
- 矢崎智之（NHKアナウンサー）
- 宮田貴行 (NHKアナウンサー)

#### スポーツ関係
- 小幡佳代子（マラソン選手）
- 穂積絵莉（プロテニス選手）
- 松本浩代（女子プロレスラー）
- 馬場賢治（プロサッカー選手）
- 猪狩佑貴（プロサッカー選手、湘南ベルマーレスタッフ）
- 加藤広樹（プロサッカー選手）
- 下田北斗（プロサッカー選手、FC町田ゼルビア）
- ロメロ・フランク（プロサッカー選手、レイラック滋賀FC）
- 志村亮（大学野球）
- 白井美沙紀（バレーボール選手）
- 江戸ヶ崎源弥（江戸時代の力士。最高位関脇。四之宮村平野家の人）
- 朝弁慶大吉（大相撲力士）
- 小山内直人（キックボクサー）
- 稲嶺茂夫（プロ野球選手）
- 岩崎恭平（プロ野球選手）
- 田城飛翔（プロ野球選手[27]）
- 柿崎颯馬（プロ野球選手）

#### その他
- 戸川猪佐武（政治評論家）
- 菊村到（小説家）
- 水島藤一郎（日本年金機構理事長）
- 太田嘉雄（浜銀総合研究所元社長、産業貿易センター元社長、横浜商工会議所元副会頭）
- 山梨半造（大正期の陸軍大将 陸軍大臣 後に朝鮮総督。山梨軍縮を進めた。現在の市内下島にて出生）
- 守屋貫教（立正大学第12代学長）
- 石原全（法学者、一橋大学名誉教授）
- 笹尾虎治（「真白き富士の根」で有名な逗子開成中学ボート遭難事故時のリーダー）
- 福住正兄（報徳思想研究者。『二宮翁夜話』の著者）
- 鈴木俊隆（禅僧。アメリカに禅を広める）
- 湯山昭（作曲家。代表作：管弦楽曲「子どものための交響組曲」、童謡「あめふりくまのこ」）
- 鳥海青児（画家）
- 鈴木信也（漫画家）
- 安部真弘（漫画家）
- 市川真由美（絵本作家）
- 足立康（建築史家）
- 伊藤裕康（海上保安監）
- 小林禮子（囲碁棋士）
- 金沢真（囲碁棋士）
- 内藤由起子（囲碁ライター）
- 能條桃子（「NOYOUTHNOJAPAN」代表理事。「FIFTYS PROJECT」代表。）

### ゆかりの人物
- 村井弦斎（小説家。『食道楽』で著名。出身地ではないが平塚の広大な土地を購入し、長らく居を構えた。邸宅跡地の一部には弦斎公園がある）[28]
- 村井多嘉子（料理研究家。弦斎の妻。『食道楽』のレシピ考案、明治期を代表するレシピ本の発表、割烹着の考案など業績多数）[29]
- 木谷實（囲碁棋士。平塚在住時に木谷道場を開設し、多くの棋士を育てた。）

## 平塚を舞台にした作品

### 小説
- 邪魅の雫（京極夏彦、2006年） - 平塚市・大磯町を舞台とした長編推理小説。
- ライオンの棲む街 〜平塚おんな探偵の事件簿 1〜（東川篤哉、2013年）
- ライオンの歌が聞こえる 〜平塚おんな探偵の事件簿 2〜（東川篤哉、2015年）
- ライオンは仔猫に夢中 〜平塚おんな探偵の事件簿 3〜（東川篤哉、2017年） - 平塚市を舞台に、抜群の推理力と奔放さを持った女探偵とその仲間たちが活躍する推理小説。「平塚おんな探偵の事件簿シリーズ」。
- 笹に願いを！～子ぎつね稲荷と『たなばたキッチン』はじめました～（遠坂カナレ、2022年） - 平塚市を舞台に、キッチンカー｢たなばたキッチン｣の主人と子ぎつね稲荷が活躍する小説。

### 映画
- 一番美しく（監督：黒澤明、1944年） - 第二次世界大戦の最中、兵器に搭載される光学機器を生産している軍需工場（東亜光学平塚製作所）で働く女子挺身隊員たちの姿を描いたヒューマンドラマ。
- 歩いても 歩いても（監督：是枝裕和、主演：阿部寛、2008年） - 家族のドラマ。平塚海岸や、国道134号に架かる袖ヶ浜歩道橋などがシーンに登場する。
- 八日目の蝉（監督：成島出、主演：井上真央、2011年） - 角田光代による小説を映画化。主人公の住んでいる町の撮影場所が、平塚市日向岡の住宅街である。

### テレビドラマ
- 怪獣マリンコング（フジテレビ、1960年） - ニッサンプロダクション製作の特撮テレビ番組。謎の怪獣マリンコングが平塚海岸に現れ、大暴れする。

### 楽曲
- 平塚のうわさ（作詞：秋元康、作曲：筒美京平、歌：裕木奈江、1993年） - 1stアルバム『a Leaf』に収録。湘南平の「愛の南京錠」を唄っている。
- 恋時雨（湘南乃風、2008年） - 歌詞に「愛ノ言葉 鍵に書いた湘南平」の一節がある。
- シーズナル（HINTO、2014年） - MVの撮影場所が平塚海岸。
- care（井上陽水、2018年） - 撮影にJR平塚駅前の通りが使われている。
- 水平線　back numberより(平塚市のみが撮影舞台となっている。港・高浜地区の港小学校の角の交差点から、高浜高校の横を通り、海岸に向かって歩く感じで撮影されている)。

### 漫画
- SLAM DUNK（井上雄彦） - 高校バスケットボールを題材にした漫画作品。作中で描かれるインターハイ神奈川県予選会場のモデルとして平塚総合体育館が使われている。

## ナンバープレート
平塚市は、湘南ナンバー（神奈川運輸支局）を割り当てられている。
湘南ナンバー割り当て地域
- 平塚市・藤沢市・茅ヶ崎市・小田原市・秦野市・伊勢原市・南足柄市・高座郡寒川町・中郡（大磯町、二宮町）・足柄上郡（大井町、開成町、中井町、松田町、山北町）・足柄下郡（箱根町、真鶴町、湯河原町）

- 湘南自動車検査登録事務所